# Microtus subterraneus
Microtus subterraneus là một loài động vật có vú trong họ Cricetidae, bộ Gặm nhấm. Loài này được de Selys-Longchamps mô tả năm 1836.

## Hình ảnh

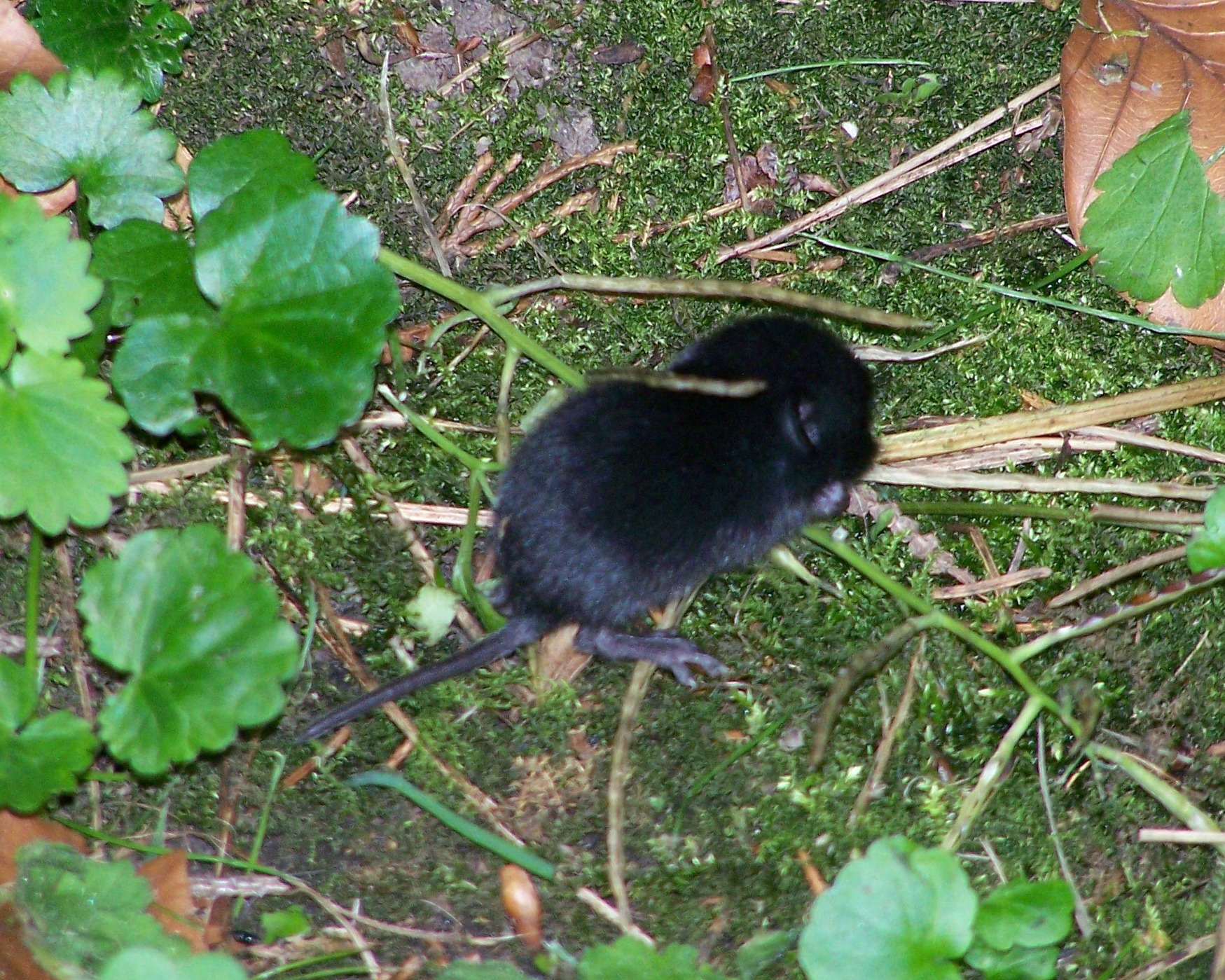